# Laurent Warlouzet
Laurent Warlouzet (né en 1978) est professeur d'histoire à l'université Paris-Sorbonne. Il est spécialiste d'histoire de France, de la construction européenne et de la mondialisation.

## Parcours
Après l'agrégation, il a été nommé maître de conférences à l'université d'Artois puis professeur des universités à l'université du Littoral, avant de rejoindre Sorbonne Université en 2019. Il a effectué des postdoctorats à l'Institut universitaire européen de Florence et à la London School of Economics, où il a enseigné dans le cadre du MSc History of International Relations. 
Il est président du Conseil scientifique de l'Institut Jean Monnet. Sous l'impulsion du CNRS, il a participé au lancement du GIS EUROLAB depuis 2021. EUROLAB fédère des chercheurs sur l'intégration européenne issus de différentes disciplines. Il co-dirige avec Kiran Klaus Patel le programme franco-allemand d'étude de l'histoire des politiques européennes de l'environnement ELEMENT.

## Historien de la construction européenne
Il est spécialiste de l'histoire de l'intégration européenne, et de la mondialisation. Il se concentre sur l'étude des politiques économiques, sociales et environnementales. Dans son doctorat publié en 2011 sous le titre Le choix de l'Europe par la France (1955-1969), il étudie comment la France a négocié le Traité de Rome qui crée la Communauté économique européenne, et comment elle l'a appliquée. Il montre que Charles de Gaulle a imposé la CEE et ses clauses de libération des échanges à des élites politiques, administratives et économiques sceptiques. Il étudie les projets de planification européenne et de politique industrielle européenne imaginées alors par Jean Monnet, Robert Marjolin, Michel Albert, Michel Debré ou Jean-Jacques Servan-Schreiber, mais jamais appliqués.
Son livre Governing Europe in a Globalizing World étudie la réorganisation de l’Europe occidentale sous l’influence de la mondialisation entre 1973 et 1986. Il y compare les politiques économiques de la CEE avec celles d'autres organisations internationales comme le Bureau international du travail, la CNUCED ou l'OCDE. Il y souligne les différentes alternatives à la mondialisation néolibérale développées à l'époque, notamment les projets planificateurs, de démocratisation des entreprises, de régulation du commerce international ou de développement des politiques environnementales. Dans Foreign Affairs, Andrew Moravcsik a proposé une critique équilibrée du livre, estimant que: « Although Warlouzet is sometimes tempted to exaggerate the range of potential choices governments faced, in the end, his book proposes some clear answers ». 
En 2022, il a publié Europe contre Europe. Entre liberté, solidarité et puissance, un ouvrage revisitant l’histoire de la construction européenne de 1945 à 2021 au prisme d’une interaction entre trois projets, l’Europe libérale, l’Europe sociale et l’Europe puissance. L’Europe libérale est dominante depuis les débuts de la construction et apparaît dès 1919. Laurent Warlouzet la distingue de l’Europe "ultralibérale", qui s’exprime depuis les années 1980, et discute sa relation avec le libéralisme classique, qu'il différencie du néolibéralisme et de l'ordolibéralisme. L’approche sociale complète difficilement la dynamique de marché régulé, avec une dimension environnementale croissante depuis les années 1970. Un projet de planification européenne avait même été développée, notamment par Jacques Delors. Le livre développe notamment l'exemple de l'adoption de l'essence sans plomb en 1985, défendu par la ministre française de l'environnement Huguette Bouchardeau contre certains industriels, notamment Jacques Calvet de PSA. Enfin, l’Europe puissance est une aspiration permanente, notamment à Paris, mais jamais assouvie, sauf dans certaines réalisations ponctuelles comme Airbus. Elle a cependant été relancée ces dernières années, notamment en 2022 sous la présidence française de l'Union européenne, et du fait de la guerre en Ukraine.
L’ouvrage a été remarqué par Le Monde, Le Grand Continent, Mediapart et RFI, ainsi que par la presse spécialisée, notamment Historiens & Géographes et L'Histoire. Le livre va être publié en anglais par Cambridge University Press. 
Dans son manuel Histoire de la construction européenne depuis 1945, il reprend ces idées. En outre, dans le chapitre intitulé "Complot d'élites fédéralistes ou aspiration populaire?", il souligne l'influence déterminante dans ce processus des dirigeants favorables à une Europe des États (comme Charles de Gaulle) et pas seulement des plus fédéralistes. Il analyse les ressorts et les limites de l'identité européenne dans le chapitre "Peut-on mourir pour l'Europe ?".
Il a co-dirigé avec Eric Roussel l'ouvrage Jean Monnet et Charles de Gaulle. Destins croisés, oppositions et héritages. L'ouvrage montre que Jean Monnet et Charles de Gaulle se sont souvent affrontés, car Monnet était plus pro-Américain du fait de son parcours, et plus fédéraliste. Tous deux opposants à Vichy, les deux hommes se sont pourtant opposés pendant la guerre sur la manière de continuer le combat, avant de que Monnet ne rejoigne le Comité français de libération nationale de De Gaulle. Ces deux leaders se sont rejoints sur l'essentiel: mobiliser la France et ses Alliés Anglo-Saxons pour gagner la guerre, puis pour reconstruire le pays. De Gaulle nomma d'ailleurs Monnet commissaire général au Plan en 1945. Par la suite, De Gaulle s'opposa aux projets les plus fédéralistes de Monnet comme la Communauté européenne de défense. Les deux hommes soutinrent la Communauté économique européenne, avant de se disputer de nouveau au milieu des années 1960 sur les questions du fédéralisme et des Etats-Unis. Le livre a été recensé par Charles Jaigu dans Le Figaro, qui remarque: "Les colloques se lisent pas au café de la gare, mais celui-ci fait exception. Leurs vies se lisent comme des romans."

## Expert sur l'Union européenne
Expert de la politique européenne, il écrit dans Le Monde et il a été cité par la Süddeutsche Zeitung par le journal danois Information  par le Helsingin Sanomat , par Il Fatto Quotidiano et par La Libre Belgique ,. 
Sur le Brexit, dans un article et lors d'une table ronde avec Piers Ludlow, professeur à la LSE, et Sir Jonathan Faull, ancien Directeur général à la Commission européenne, Laurent Warlouzet a souligné l'influence démesurée que la Grande-Bretagne exerçait traditionnellement sur la CEE/UE pendant ses années en tant qu'État membre, loin de l'image d'acteur périphérique.
Il a coordonnée l'étude de l'EUROLAB réalisée à la demande du CESE dressant un bilan de l'activité de la dernière législature du Parlement Européen à l'occasion des élections européennes de 2024. Il y souligne notamment l'importance de la réaction anti-environnementale visible depuis 2023. L'introduction à ce bilan a été publié par la revue Esprit.